# Johan d'Aulnis de Bourouill
Johan baron d'Aulnis de Bourouill (Groningen, 9 april 1850 - Utrecht, 5 september 1930) was jurist en hoogleraar economie.

## Studie
Na zijn eindexamen aan het gymnasium in Groningen ging hij rechten studeren aan de Universiteit Leiden. Hij promoveerde in 1874 bij Simon Vissering op het proefschrift Het inkomen der maatschappij. Eene proeve van theoretische staathuishoudkunde en vestigde zich als advocaat in Amsterdam.

## Loopbaan
In [875 werd hij commies van het ministerie van Financiën, waarna hij in 1878 H.P.G. Quack opvolgde als hoogleraar staathuishoudkunde, statistiek en staatkundige geschiedenis aan de juridische faculteit van de Universiteit Utrecht.
Vanaf 1899 zat hij in de redactie van de in 1852 opgerichte periodiek De Economist, en van 1912 tot zijn dood was hij medewerker van het blad.
In 1898, 1901 en 1902 vertegenwoordigde hij Nederland op de Internationale Conferentie tot Opheffing van de Suikerpremies.
In 1907 gaf de Nederlandse regering hem opdracht haar te vertegenwoordigen op een te Bordeaux te houden internationaal congres over de scheepvaartbeweging. Hij combineerde die reis met een bezoek aan Aulnis om uit te zoeken waar zijn familie vandaan kwam.
In 1917 ging hij met emeritaat en werd opgevolgd door C.A. Verrijn Stuart.

## Overtuiging
In zijn inaugurele rede Het katheder-socialisme (1878), in het artikel 'Nederlandsch Kathedersocialisme' (1880) en ook in zijn boek Het hedendaagsche socialisme toegelicht en beoordeeld (1886) bleek hij een felle bestrijder te zijn van het socialisme. Hij verdedigde de grensnuttheorie en de deductieve richting in de economie.

## Privé
D'Aulnis was de tweelingbroer van Ferdinand Folef d'Aulnis de Bourouill. In 1887 trouwde hij met Elisabeth Wilhelmina Malvina Twiss, lid van de familie Twiss; ze kregen een dochter.
D'Aulnis was geïnteresseerd in zijn familiegeschiedenis en hij bezocht Frankrijk om er onderzoek naar te doen. Hij heeft zijn aantekeningen daaromtrent samengevat in Genealogische en andere aanteekeningen en bijzonderheden betreffende het geslacht d'Aulnis (1931).